# Toni Kallio
Toni Kallio (Tampere, 9 agosto 1978) è un ex calciatore finlandese, di ruolo difensore.